# Terrone
Terrone è un epiteto della lingua italiana con cui gli abitanti dell'Italia settentrionale indicano dispregiativamente gli abitanti dell'Italia meridionale. Il termine origina certamente da terra, con sviluppi non sempre chiari, ed era forse legato in passato alle denominazioni di aree del sud come la Terra di Lavoro (in Campania) o la Terra di Bari e la Terra d'Otranto (in Puglia). Il vocabolo è stato registrato per la prima volta nel 1950 da Bruno Migliorini, in appendice al Dizionario moderno di Alfredo Panzini.
Sono attestate diverse varianti, diffuse nelle lingue regionali settentrionali, come per esempio taron in piemontese o terun in lombardo.
Originariamente solo spregiativo e razzista, il termine ha acquisito nel tempo anche un'accezione scherzosa e/o identitaria tra gli stessi meridionali.

## Etimologia e storia

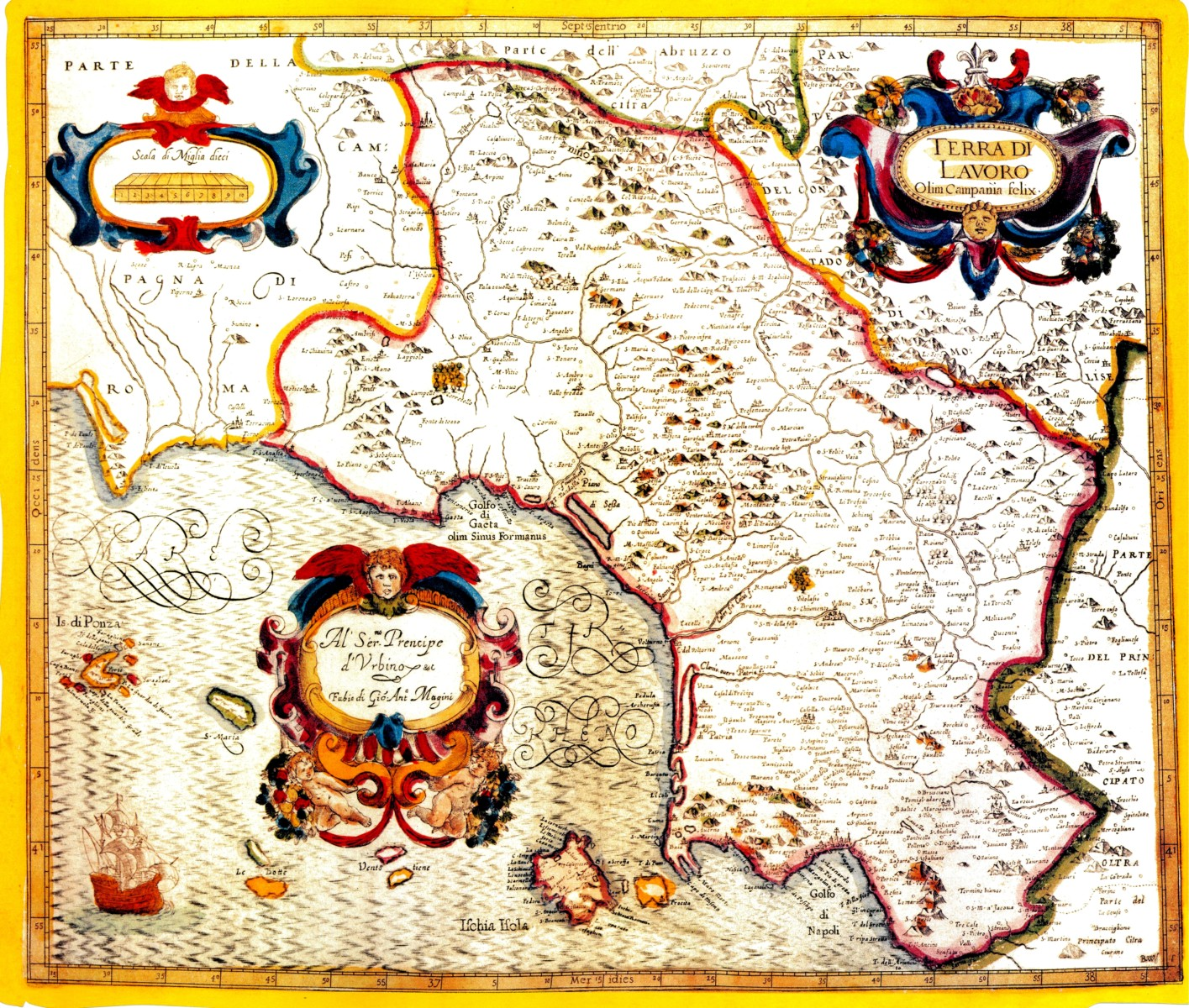
La Terra di Lavoro nel XVIII secolo, insistente nella cosiddetta Campania Felix.

Stando al Grande dizionario della lingua italiana (GDLI), il termine terrone deriva da terra, con il suffisso -one. Il Dizionario etimologico della lingua italiana (DELI) lo definisce come coronimo riferito alla Terra di Lavoro, ossia la Campania antica (Campania Felix), vasta zona di lavoro agricolo nel Regno di Napoli e delle due Sicilie, oppure alle altre "terre" (termine che designava alcune province) del Regno di Napoli, come la Terra di Bari o la Terra d'Otranto. Il riferimento alla terra viene spiegato variamente anche dal GDLI come "mangiatore di terra", "persona dal colore scuro della pelle, simile alla terra" o "originario di terre soggette a terremoti". Si è anche accostato alla voce dialettale calabrese terrone, col significato di "cafone", "zotico". Ma è stato anche ipotizzato che il termine "terrone" possa essere nato come sincrasi di terre[moto] e [meridi]one.
Il DELI attesta la presenza del cognome Terronus a Caffa, in Crimea, colonia genovese a partire dal XIII secolo; era portato da due notai nel 1344. Il DELI avanza anche l'ipotesi che indicasse l'origine dalla Terra di Lavoro e che fosse collegato con lo spagnolo terrón ('zolla'). Ancor oggi il cognome Terroni (con la variante Terrone) denomina più di 1000 italiani. In Francia, il cognome è attestato come Terrón e nelle varianti Therond, Teron e Terrony.
In certi contesti il "signore terrone" (contrapposto al "servo terrone") era usato anche in riferimento al signore latifondista, il proprietario terriero padrone dei servi. Già tra le Lettere al Magliabechi, l'erudito bibliotecario Antonio Magliabechi (1633-1714) il cui lascito, i cosiddetti Codici Magliabechiani costituiscono un prezioso fondo della Biblioteca Nazionale di Firenze, scriveva (CXXXIV-II-1277): «Quattro settimane sono scrissi a Vostra Signoria illustrissima e l'informai del brutto tiro che ci fanno questi signori teroni di volerci scacciare dal partito delle galere, contro ogni equità e giustizia, già che ho lavorato tant'anni per terminarlo, e ora che vedano il negozio buono, lo vogliono per loro».
Dal XX secolo in poi, il termine "terrone" iniziò a essere utilizzato nell'Italia settentrionale per denominare chi era originario dell'Italia meridionale, con particolare riferimento agli emigranti in cerca di lavoro, al pari dei milanesi baggiani che si trasferivano nelle valli del Bergamasco, come menzionato da Alessandro Manzoni. Il termine si diffuse nei grandi centri urbani e nelle campagne dell'Italia settentrionale con connotazione spesso fortemente spregiativa e ingiuriosa, ed è apparentabile ad altri vocaboli della lingua italiana designanti i braccianti agricoli ("villano", "contadino", "zotico", "burino" e "cafone").

### Terrone come insulto

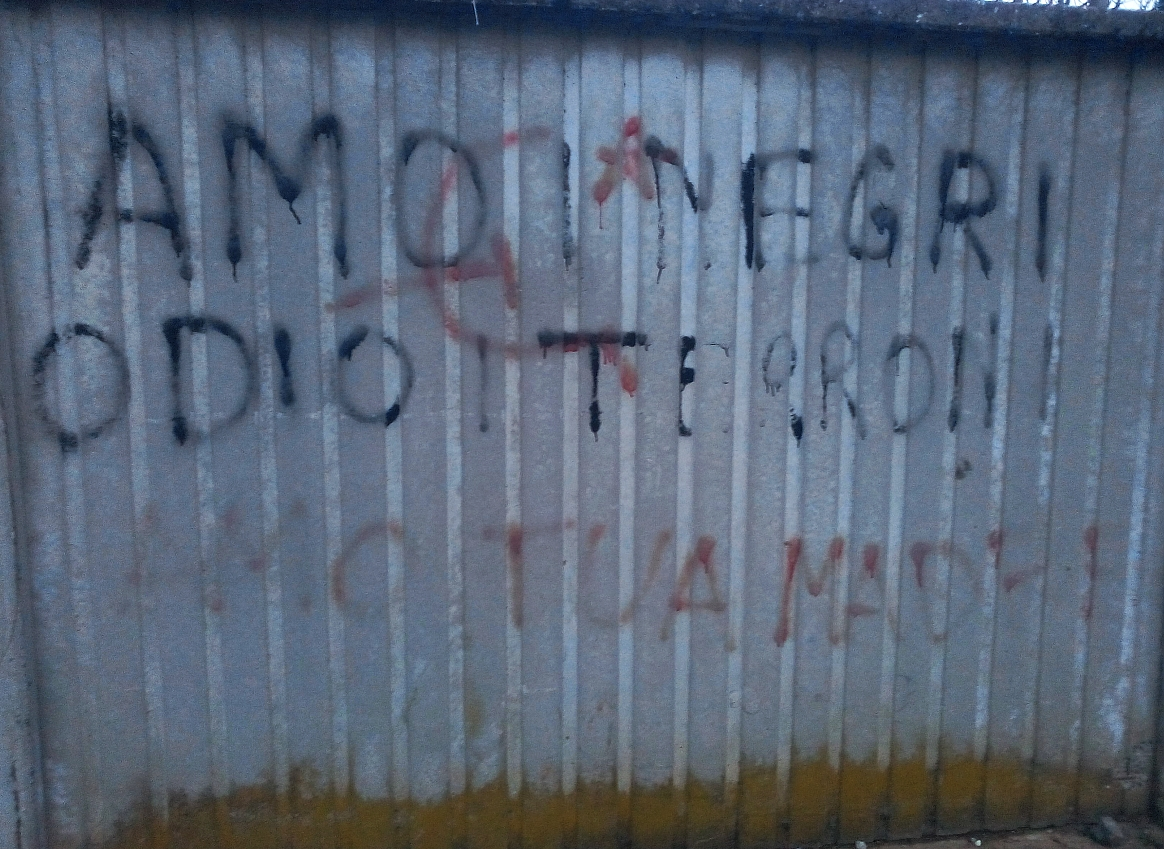
Graffito su un muro a Caselette, Piemonte.

L'utilizzo della parola "terrone" come insulto, e non come termine etnografico, è storicamente fonte di incomprensioni, dovute al fatto che la popolazione della parte settentrionale della penisola italica la utilizza con intenzione offensiva. In un caso giudiziario del 2005, la Corte suprema di cassazione confermò una sentenza del giudice di pace di Savona, che riconobbe l'intento discriminatorio di una persona che aveva usato il termine per definire un'altra persona, condannando la prima a risarcire la parte offesa per danni morali. Nonostante il termine resti in larga parte percepito come spregiativo e razzista, esso ha anche subito una rivalutazione e un utilizzo in chiave scherzosamente identitaria da parte di alcuni italiani meridionali, soprattutto tra quelli emigrati nel Nord.

### Derivati
La parola "terrone" avrebbe generato la forma vezzeggiativa di terroncino, quella diminutiva di terroncello e, infine, quella spregiativa di terronaccio. Bruno Migliorini in Parole e storia documenta che già durante la seconda guerra mondiale "a Trento si coniò persino Terronia per indicare l’Italia meridionale, principale fornitrice di burocrati e di poliziotti". L'aggettivo terronico è stato coniato ad indicare "ciò che riguarda i terroni". Terronese è stato coniato a indicare la varietà meridionale di italiano.

### Stereotipi ed estensioni
Spesso vengono associate all'epiteto "terrone" caratteristiche personali negative, tra le quali ignoranza, scarsa voglia di lavorare, disprezzo di alcune norme igieniche e soprattutto civiche. Analogamente, soprattutto in alcune accezioni gergali, il termine ha sempre più assunto il significato di "persona rozza" ovvero priva di gusto nel vestire, inelegante e pacchiana, dai modi inurbani e maleducata, restando un insulto finalizzato a chiari intenti discriminatori.

## Nella cultura

### Letteratura
Spesso il termine terrone è stato utilizzato nella letteratura del Novecento da noti autori in diverse loro opere.
- Marino Moretti: «Alla veglia funebre non ce li volevano loro, nessuno di loro, quattro o cinque impiegati di concetto, buona gente, amici, colleghi e, tanto per cambiare, terroni.»
- Anna Banti: «Nella luce rossastra della lampadina accesa (era già notte) vide che la terrona stava di nuovo frugando nella sporta.»
- Giuseppe Marotta: «Noi terroni cerchiamo di abituarci alle strade di Milano.»
- Cesare Pavese: «Cantare sapeva, suonare anche, perché non tentare di riuscire un artista, come quei terroni che gli stavano tra i piedi?»
- Beppe Fenoglio: «I settentrionali, primi gli emiliani, attaccarono i meridionali, terroni, sudici, terra da pipe, abissini!»
- Aldo Busi: «Una bruta teruna l'è una bruta teruna anche se l'è notaia.»
- Pier Vittorio Tondelli: «Poco più tardi arrivano i terroni e invadono il tavolo portando altre sedie. Giusy fa per alzarsi, non gli piace la nuova compagnia col Salvino capobanda.»
- Giovanni Arpino: «"Molta nebbia?" "Umidità. A tonnellate. Ottima per le mie ossa terrone", spregiò Tramontano.»
- Giovanni Pirelli: «Una volta le dissi: noi meridionali siamo fatti così, scherziamo alla maniera nostra. E lei: macché meridionali; terroni, terronacci.»
- Dino Buzzati: «"Non so se di Napoli o della Calabria" fa la Luisella, la terroncina la chiamavano.»
- Beppe Fenoglio: «Johnny s'imbatté in un terroncino costernato per una giubba che gli arrivava ai ginocchi e furono felici dell'immediato baratto.»
- Pier Paolo Pasolini: «In quelle baracche risiedevano i terroni che lavoravano i campi per una micragna.»
- Pino Aprile, Terroni - Tutto quello che è stato fatto perché gli italiani del Sud diventassero "meridionali". Milano: Piemme, 2010.

### Musica
- «E si te chiammane terrone t''e vantà nun he suffrì», dalla canzone Bravo Ragazzo di Nino D'Angelo.
- «Soldato Nencini, soldato d'Italia, semianalfabeta schedato: "terrone", l'han messo a Alessandria perché c'è più nebbia», da una canzone del cantautore Enzo Jannacci.
- «Noi siamo qui, non sente alcuno. El me diseva 'sto brütt terún», da Ma mi di Giorgio Strehler e Fiorenzo Carpi.
- «Hann finì de tribulà sti terùn, sti terùn», da Il bonzo di Cochi e Renato.
- Italiano Terrone Che Amo, titolo di una canzone dei bolognesi Skiantos.
- «Chi è stato multato, chi odia i terroni, chi canta Prévert, chi copia Baglioni», strofa di Ma il cielo è sempre più blu di Rino Gaetano.
- «Sono un terron, sono un terrone vero però, mi piace tanto Bossi perciò, il Piave mormorò», ritornello di una parodia di Porompompero cantata da Leone Di Lernia.
- «Terrone, ignorante, magnate 'o ssapone, lavate cu ll'idrante», verso della canzone Napoli dei 99 Posse.
- «Io quando andavo a scuola da bambino la gente nella classe mi chiamava marocchino, terrone, muto! Torna un po' da dove sei venuto! E questa è la prima roba che ho imparato in assoluto», da Lo straniero dei Sangue Misto.
- Terron Fabio è il nome d'arte di Fabio Miglietta dei Sud Sound System.
- Il terrone va di moda, titolo di una canzone de Il Pagante.

### Cinema
- «Fugono, non fungiono! Hai capito? Terrone!», Totò in Totò lascia o raddoppia?.
- «Terun, va a magnà el sapun! e io me lo mangio, che me ne frega a me!», Lino Banfi in Al bar dello sport.

### Cabaret
- Il termine "terrone" viene spesso utilizzato nel cabaret, principalmente da attori e comici come Diego Abatantuono nella figura del terrunciello, e Giorgio Porcaro. È usato frequentemente anche dal trio comico di Aldo, Giovanni e Giacomo, in scene nelle quali Giovanni e Giacomo si prendono gioco di Aldo chiamandolo "terrone" in modo ironico e scherzoso, in quanto Aldo ha origini siciliane.